# Grote panterspin
De grote panterspin (Alopecosa fabrilis) is een spinnensoort uit de familie van de wolfspinnen (Lycosidae).
De wetenschappelijke naam van de soort werd in 1758 als Araneus fabrilis gepubliceerd door Carl Alexander Clerck.